# 라 레푸블리카
《라 레푸블리카》(이탈리아어: La Repubblica, 이탈리아어 발음: [la reˈpubblika])는 이탈리아의 일간 종합정보신문이다. 1976년 로마에서 에우제니오 스칼파리, 카를로 카라촐로, 아르놀도 몬다도리 에디토레가 대표를 맡은 그루포 에디토리알레 레스프레소에 의해 창간되었다. 급진주의, 사회주의 신문으로 탄생했기 때문에 중도에서 중도좌파의 정치성향을 띠고 있다.

## 같이 보기
- 레푸블리카 라디오 TV